# Championnats de Belgique d'athlétisme 1960
 (juillet 2012).
Si vous disposez d'ouvrages ou d'articles de référence ou si vous connaissez des sites web de qualité traitant du thème abordé ici, merci de compléter l'article en donnant les références utiles à sa vérifiabilité et en les liant à la section « Notes et références ».
En 1960 les Championnats de Belgique d'athlétisme toutes catégories hommes et femmes se sont déroulés les 30 et 31 juillet au stade du Heysel à Bruxelles.

## Résultats
| Homme             | Prestation    | Catégorie         | Femme                 | Prestation   |
| ----------------- | ------------- | ----------------- | --------------------- | ------------ |
| Paul Robijns      | 10 s 9        | 100 m             | Hilde De Cort         | 13 s 2       |
| Jean-Pierre Barra | 21 s 9        | 200 m             | Adelhaid Denorme      | 27 s 3       |
| Louis De Clerck   | 48 s 3        | 400 m             | Marie-Louise Wirix    | 59 s 3       |
| Roger Moens       | 1 min 47 s 0  | 800 m             | Marie-Louise Wirix    | 2 min 22 s 2 |
| Daniel Allewaert  | 3 min 49 s 9  | 1 500 m           | -                     | -            |
| Eugène Allonsius  | 14 min 27 s 6 | 5 000 m           | -                     | -            |
| Hedwig Leenaert   | 29 min 47 s 4 | 10 000 m          | -                     | -            |
| -                 | -             | 80 m haies        |                       |              |
| Georges Salmon    | 14 s 7        | 110 m haies       | -                     | -            |
|                   |               | 200 m haies       | -                     | -            |
| Marcel Lambrechts | 53 s 6        | 400 m haies       | -                     | -            |
| Gaston Roelants   | 8 min 49 s 8  | 3 000 m steeple   | -                     | -            |
| Jean Van Slype    | 1,85 m        | Saut en hauteur   | Lieve Brijs           | 1,47 m       |
| Raymond Van Dijck | 4,35 m        | Saut à la perche  | -                     | -            |
| Walter Herssens   | 6,92 m        | Saut en longueur  | Gerarda Lambrechts    | 4,91 m       |
| Walter Herssens   | 14,12 m       | Triple saut       | -                     | -            |
| Edouard Szostak   | 15,38 m       | Lancer du poids   | Simone Saenen         | 12,98 m      |
| Edouard Szostak   | 45,97 m       | Lancer du disque  | Simone Saenen         | 44,08 m      |
| Guy Van Zeune     | 58,06 m       | Lancer du javelot | Ghislaine D’Hollander | 35,76 m      |
| Henri Haest       | 49,15 m       | Lancer du marteau | -                     | -            |

Source du tableau : LBFA 

## Liens Externes
- Ligue Belge Francophone d'Athlétisme